# Leonberger

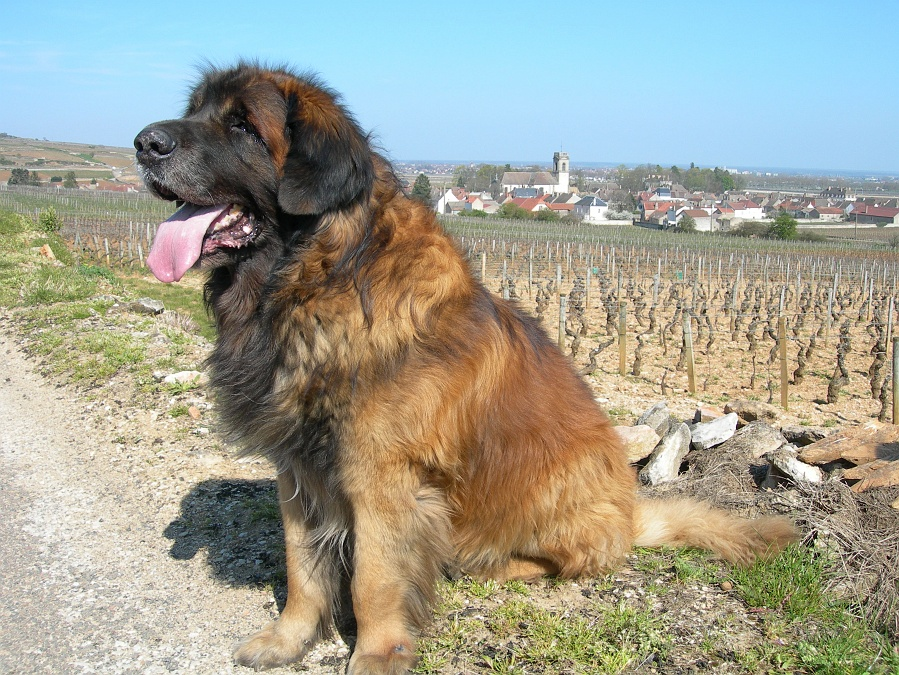

Leonberger este o rasă de câini ce își are originile în orașul Leonberg din Germania și incadrată de FCI în Grupa 2 - Câini de tip Pincher, Schnautzer, Molossoizi, Câini de munte, și Ciobănești elvețieni. Dezvoltarea ei a început în anul 1846 și este rezultatul încrucișărilor dintre Terranova, Saint Bernard și Câinele de munte de Pirinei. S-a dorit obținerea unei rase asemănătoare fizic leului, care era emblema orașului(león=leu, Berg=munte).
Țara de origine: Germania
Speranța de viață: 8-9 ani
Înălțime standard: 65- 80 cm
Greutate standard: 50-70 kg
Număr acreditare FCI: 145/20.09.2002
Nume alternative: Leon, Gentle Lion
Caractersitic acestei rase este blana dublă, bogată cu un păr ușor ondulat. Părul de la gât și piept fiind mai lung formează o coamă. Coloritul este deosebit: diferite nuanțe de auriu, maro roșcat și are întotdeauna o mască neagră sau de culoare închisă.
Este foarte jucăuș și prietenos cu familia și copiii iar pe străini îi va lătra, însă doar atât. 